# Gabriola tenuis
Gabriola tenuis är en fjärilsart som beskrevs av Frederick H. Rindge 1974. Gabriola tenuis ingår i släktet Gabriola och familjen mätare. Inga underarter finns listade i Catalogue of Life.